# Bitka pri Chestnut Necku
Bitka pri Chestnut Necku se je odvila 6. oktobra 1778 v južnem New Jerseyju med ameriško revolucionarno vojno pri Chestnut Necku, naselju ob reki Little Egg Harbor (danes znani kot reka Mullica) blizu današnjega mesta Port Republic, New Jersey, ki so ga kot oporišče uporabljali gusarji. Britanci so pridobili nekaj zalog in uničili druge, prav tako pa so uničili nekaj rezidenc in drugih stavb.
Ko so Britanci izvedeli, da je grof Casimir Pulaski na poti z večjimi silami, so naslednji dan hitro odšli z ladjo in se umaknili. Teden dni kasneje so se srečali s Pulaskijevimi silami in povzročili velike izgube pri Little Egg Harbor.